# Теория межвременного выбора
Теория межвременного выбора — теория, согласно которой при описании выбора потребителя необходимо явным образом учитывать фактор времени. При принятии решения о распределении дохода, потребитель принимает во внимание не только его текущую величину, но весь доход, который он получит в течение жизни.
В теории межвременного выбора, потребитель решает, сколько потребить сейчас, а сколько сберечь, чтобы потребить потом. На его решение оказывает влияние ожидаемый доход и уровень процентных ставок на рынке. Теория используется в макроэкономических моделях для описания поведения потребителей.
Сходная задача возникает при принятии инвестиционных решений. Инвестору необходимо выбирать между различными вариантами инвестирования. Правила оптимального выбора инвестора рассматриваются в финансовой математике, так как требуют учитывать фактор времени при сравнении ценности проектов.

## История
Теория была предложена Ирвингом Фишером и впоследствии использована для обоснования макроэкономических моделей. В середине XX века она не пользовалась большой популярностью, так как в экономике доминировали кейнсианские представления. В их основе лежал основной психологический закон, сформулированный Кейнсом и основанная на нем кейнсианская функция потребления. Со временем выяснилось, что они недостаточно убедительно описывали наблюдаемую зависимость между потреблением и уровнем располагаемого дохода. Кейнс считал, что потребление зависит только от текущего дохода. Увеличение дохода ведет к росту потребления, но не в той же мере в которой растет доход. Средняя склонность к потреблению убывает по мере роста дохода. Будущий доход не имеет значения, как не имеет существенного значения и процентная ставка по сбережениям.
В реальности средняя склонность к потреблению оказалась очень устойчивой. Противоречие между теорией и фактами было преодолено путем обращения к теории межвременного выбора. Теория исходит и того, что для агента важен не только текущий, но и весь будущий доход, а также уровень процентных ставок по сбережениям. Фактически агент выбирает, какую часть текущего дохода потребить сегодня, а какую завтра. Непотребленная часть откладывается в виде сбережений. В качестве «сбережений» со знаком минус могут рассматриваться заимствования. Тогда в текущем периоде потребление может оказаться больше дохода.
Аналогичная логика содержится в гипотезах жизненного цикла и перманентного дохода.

## Теория выбора
В моделях потребительского выбора также используется операция дисконтирования. Однако в отличие от задачи выбора инвестиционного проекта потребителю необходимо сравнивать не только денежные потоки, но и субъективные ощущения: приращение полезности от переноса потребления с завтрашнего дня на сегодняшний и снижение полезности в противоположном случае. Примером такого сравнения может служить Зефирный эксперимент. Для сравнения субъективных полезностей используется субъективный коэффициент дисконтирования {\displaystyle \beta \in (0,1)}.
Если потребитель решает отказаться от потребления и увеличить сбережения, то он несет субъективные потери в виде снижения полезности, но получает дополнительный доход, который сможет потратить на дополнительное потребление в будущем. Выбор оптимальной суммы сбережений зависит от трех факторов:
- от величины ставки дисконтирования, то есть величины процента, под которую размещаются сбережения;
- от величины субъективного коэффициента дисконтирования, который показывает, насколько высоко потребитель ценит сегодняшнее потребление по сравнению с будущим;
- индивидуальных предпочтений (функции полезности).

Примерами простых моделей межвременного выбора, которые описывают поведение потребителя являются гипотезы жизненного цикла и перманентного дохода. Согласно гипотезе жизненного цикла рациональный потребитель стремится сберегать в течение всего периода трудоспособности, чтобы поддерживать потребление после выхода на пенсию. Гипотеза перманентного дохода говорит о том, что рациональный потребитель стремится ориентироваться на ожидаемый постоянный доход. Временные дополнительные доходы увеличивают в первую очередь на сбережения (или ведут к уменьшению долга). При временном снижении дохода потребитель наоборот будет тратить сбережения или занимать деньги. Происходит сглаживание потребления, которое является следствием рационального поведения.

### Формальная модель
В общем случае оптимальный выбор описывается правилом Кейнса — Рамсея:
{\displaystyle {\frac {u'(c_{t})}{u'(c_{t+1})}}=\beta (1+r)},
где {\displaystyle u(\cdot )} — функция полезности; {\displaystyle c_{t},c_{t+1}} — потребление; {\displaystyle \beta \in (0,1)} — субъективный коэффициент дисконтирования;
{\displaystyle r} — процентная ставка для сбережений (ставка дисконтирования).
Если предположить, что функция полезности имеет логарифмическую форму и {\displaystyle \beta (1+r)=1} (ставки дисконтирования компенсируют друг друга), то формула упростится до равенства значений потребления в разных периодах: {\displaystyle c_{t}=c_{t+1}}. Таким образом, потребитель стремится сглаживать потребление от периода к периоду. В случае более сложной функции полезности точного равенства не будет, но сглаживание все равно будет наблюдаться, так как потребитель будет избегать значительных колебаний в уровне потребления.

## Нормативное значение теории
Теория межвременного выбора используется в экономике для описания реального поведения людей, то есть является частью позитивной экономической теории. Однако ее можно трактовать и как нормативное требование, так как логика, лежащая в основе этой теории основана на условиях оптимальности. В частности, из теории следует рациональность формирования сбережений их использования в случае непредвиденного колебания дохода. Тем самым обеспечивается стабильный уровень потребления.